# ناپانا هونوانگگامدا
ناپانا هونوانگگامدا (به لاتین: Napana Hunuangegammedda) یک منطقهٔ مسکونی در سری‌لانکا است که در استان مرکزی (سری‌لانکا) واقع شده‌است.